# 朱公節
朱公節，字允中，自號東武山人，浙江山陰縣人。明朝官員、文人。

## 生平
自幼喪父，事母至孝。嘉靖年間舉人，歷官彭澤、泰州知州，皆有政績。歸里講學稽山，終年六十二。有《東武集》。